# Abraham Gumbel
Abraham Gumbel (* 21. Oktober 1852 in Stein am Kocher; † 25. Dezember 1930 in Heilbronn) war ein Heilbronner Bankier und sozialdemokratischer Kritiker des Ersten Weltkrieges.

## Werdegang
Abraham Gumbel war ein Sohn von Gütche und Isaak Gumbel (* 15. Dezember 1825 in Stein a. K.). Isaak Gumbel gehörte mit seinem Bruder Moses (Max) Gumbel zu den ersten Juden, die seit der Vertreibung der Juden im 14. Jahrhundert aus Heilbronn wieder die Erlaubnis erhielten, sich in der Stadt niederzulassen. Moses Gumbel kam 1860 in die Stadt, Isaak folgte ein Jahr später nach. Er verfügte damals über ein Vermögen von 16.000 Gulden. Am 24. September 1861 stimmten Gemeinderat und Bürgerausschuss seiner Einbürgerung gegen eine Gebühr von 390 Gulden zu. Davon entfielen 120 Gulden auf Isaak Gumbel selbst, 60 auf seine Frau Gütche und je 30 auf jedes ihrer sieben Kinder.
Die Familie zog in das Haus Kramstraße 54, das später die Adresse Kaiserstraße 34 erhielt. Für das Jahr 1867 ist Isaak Gumbel als Besitzer dieses Hauses, das neben der Kilianskirche stand, belegt.
Schon vor ihrer Einbürgerung in Heilbronn waren Moses und Isaak Gumbel im Bankgeschäft und im Handel mit Landesprodukten tätig gewesen; möglicherweise tätigten sie ihre Geschäfte in Heilbronn zunächst vom Gasthaus zur Sonne in der Sülmerstraße aus. Ihre Bank Gebrüder Gumbel gründeten sie 1860. Damit war sie nach dem 1856 gegründeten Bankhaus Rümelin die zweite Privatbank Heilbronns. Sie hatte ihren Sitz im Wohnhaus der Familie in der Kramstraße 54; später kaufte Isaak Gumbel noch das benachbarte Haus Nr. 52 hinzu.
Abraham Gumbel besuchte, wie es das Schulgesetz von 1828 vorsah, zusammen mit christlichen Kindern die Schule. Nach Abschluss seiner Gymnasialzeit im Karlsgymnasium wurde er bei Vater und Onkel ausgebildet. 1877 wurde er im Heilbronner Adressbuch als „Commis“ verzeichnet; seinen Wohnsitz hatte er damals noch im Haus der Familie in der Kramstraße.
Der Schreinermeister Gustav Kittler hatte 1874 einen sozialdemokratischen Ortsverein gegründet, den Abraham Gumbel zusammen mit Kittler aufbaute. 1878 wandten die beiden sich gegen die Sozialistengesetze und ließen in Stuttgart – die Druckereien in Heilbronn hatten den Auftrag abgelehnt – 4000 Exemplare eines Flugblattes drucken, in dem sie sich von den Attentaten durch Hödel und Nobiling gegen den Kaiser distanzierten, aber die Behörden scharf angriffen. Noch ehe diese 4000 Blätter mit dem Titel Trau! Schau! Wem? verteilt waren, verhängte das Königliche Oberamt, dem Kittler ordnungsgemäß ein Belegexemplar übergeben hatte, ein Verbot und ließ sie beschlagnahmen. Kittler und ein weiterer Mann wurden in Haft genommen, Gumbel nicht. Allerdings wurde auch er auf einer Liste sozialdemokratischer Agitatoren erwähnt, die das Oberamt dem Ministerium des Inneren in Stuttgart zukommen ließ. Dass er nicht verhaftet wurde, kann seinen Grund darin haben, dass er nicht als verantwortlicher Herausgeber unterzeichnet hatte. Ulrich Maier nimmt aber an, dass er an der Gestaltung des Textes beteiligt war. Gumbel unterstützte die Familien der Inhaftierten und versorgte Kittler in der Untersuchungshaft mit Lesematerial; er soll ihm auch eine Nummer des Parteiblatts Süddeutsche Volkszeitung zugespielt haben.
Abraham Gumbel verlegte seine geschäftliche Tätigkeit nun für einige Jahre nach Reutlingen. Dort betrieb er ein Wechselgeschäft und zeitweise auch eine Agentur der Allgemeinen Versorgungsanstalt des Großherzogtums Baden, außerdem auch eine Auswandereragentur. Die Konzession für letztere verlor er, nachdem er auch in Reutlingen durch sozialdemokratische Aktivitäten aufgefallen war. Vermutlich ging er um 1881 nach Paris, wo er wahrscheinlich als Bankangestellter arbeitete. In der in Deutschland verbotenen und in Zürich herausgegebenen Zeitschrift Der Sozialdemokrat publizierte er am 11. September 1884 einen Artikel mit dem Titel Wie stellen wir uns zur Börsensteuer? Da er nicht im Sinn der Parteilinie argumentierte, sondern die von Bismarck vorgeschlagene Steuer begrüßte, wurde er heftig angefeindet.
1887 trat er aus der SPD aus und kehrte in das väterliche Geschäft nach Heilbronn zurück. Zwei Jahre später heiratete er Elise Aron (* 26. Dezember 1868 in Freudental) und übernahm die Leitung des Bankhauses Gebrüder Gumbel. Seine Frau wurde Prokuristin. Im Jahr 1890 wurde die Tochter Anna geboren, 1891 folgte der Sohn Hans und 1893 ein weiterer Sohn namens Max.
Abraham und Elise Gumbel betrieben das Bank- und Wechselgeschäft Gumbel am Markt bis zur Fusion mit dem Stuttgarter Bankhaus Stahl & Federer. Die neue Geschäftsform missfiel Gumbel aber offenbar bald, denn schon 1909 löste er seinen Geschäftsanteil an der AG heraus.
1909 gründete er den Heilbronner Bankverein, den Vorläufer der heutigen Volksbank Heilbronn, indem er die Bank der Familie in eine Gesellschaft mit beschränkter Haftung umwandelte, der er bis zu seinem Tode als Geschäftsführer vorstand. Die Gesellschaft erwies sich als erfolgreich und vergrößerte ihr Volumen erheblich. Hatte sie im Jahre 1913 noch 1034 Konten, so vermehrte sich deren Anzahl bis zum Jahr 1930 auf 4157 Konten. Die Bilanzsumme vergrößerte sich von 2,3 Millionen auf 6,1 Millionen Mark. Anlässlich seines Todes am  25. Dezember 1930 wurde er im Geschäftsbericht des Bankvereins gewürdigt: „Ein Mann mit unbeugsamem Willen, war er in vorbildstrengster Pflichterfüllung ein Muster des grundsoliden Bankiers, dass der Heilbronner Bankverein, der seine Entwicklung in erster Linie ihm verdankt, in seinem Sinn und nach seinen soliden Grundsätzen weitergeführt werde, das war sein Vermächtnis.“ Bis Ende 1917 hatte der Heilbronner Bankverein seinen Sitz im Haus Marktplatz 2 in Heilbronn.
1906 ließ Abraham Gumbel, mittlerweile ein reicher Mann, die beiden Häuser neben der Kilianskirche abreißen und durch ein neobarockes Bauwerk ersetzen, das das Stuttgarter Architektenbüro Graf & Röckle entworfen hatte. Das Wohn- und Geschäftsgebäude war schon vor seiner Fertigstellung umstritten, da man befürchtete, es werde den Blick auf den Turm der Kilianskirche verstellen. 1917 wurde der Sitz des Heilbronner Bankvereins hierher verlegt.
Als sein jüngster Sohn Max (* 2. Juli 1893 in Heilbronn; † 24. August 1914) in den ersten Tagen des Ersten Weltkriegs fiel, als erster Heilbronner Jude unter den Gefallenen dieses Weltkrieges, wurde Gumbel einer der entschiedensten Gegner des Krieges und Kritiker des Hohenzollernregimes. Aufgrund seiner Privatrecherchen zur Kriegsschuldfrage galt er später als einer der besten Kenner der Materie in Deutschland. Seine politische Haltung wurde von prägender Bedeutung für seinen Neffen, den Pazifisten und Mathematiker Emil Julius Gumbel. Etwa 40 Artikel schrieb er allein in der Sonntags-Zeitung über das Thema Kriegsschuld und Militarismus in der wilhelminischen Epoche. Im Gegensatz zu Artikeln über Wirtschaftspolitik unterzeichnete er diese Texte jedoch nicht mit seinem vollen Namen, sondern verwendete das Pseudonym „Emel“. Laut Ulrich Maier stammt dieses Wort aus dem Arabischen und bedeutet „Wunsch, Hoffnung, Ziel“. Abraham Gumbel wurde bald einer der führenden Köpfe der Heilbronner Gruppe der Deutschen Friedensgesellschaft, die 1903 von Carl Betz gegründet, zwischendurch aufgelöst und 1920 wieder aufgebaut worden war. Nationalistische und monarchistische Zeitgenossen wehrten sich gegen seine Untersuchungen und Rückschlüsse; auf einer Wahlversammlung der Deutschen Volkspartei am 29. November 1921 wurde Gumbel niedergebrüllt, wie Erich Schairer berichtete. Er hätte in seiner Rede davor gewarnt, auf einen neuen Krieg zuzusteuern.
In der Nachkriegs- und Inflationszeit trat er außerdem in mehreren Zeitungsartikeln für eine verantwortungsbewusste, soziale Wirtschaftspolitik und Verzicht auf Spekulationsgewinne ein. Auch forderte er eine von der Regierung unabhängige Reichsbank.
Abraham Gumbel starb kurz nach seinem 78. Geburtstag. Emil Julius Gumbel schrieb einen Nachruf, der in der Heilbronner Sonntags-Zeitung am 4. Januar 1931 veröffentlicht wurde.
Elise Gumbel überlebte ihren Mann um einige Jahre. Sie verkaufte das Haus in der Kaiserstraße 1936 vor der sogenannten „Arisierung“ für 220.000 Reichsmark an den Heilbronner Bankverein und zog nach Stuttgart, wo sie 1938 starb. Wie ihr Mann wurde sie eingeäschert, das Grab des Ehepaares Gumbel auf dem Heilbronner Hauptfriedhof bestand bis 1975 oder 1976.
Ihre Tochter Anna kam in einem Vernichtungslager um. Der Sohn Hans war schon vor dem Beginn des Dritten Reichs gestorben. Seine Witwe, die nicht jüdisch war, konnte ihre Kinder retten, indem sie sie in einer Taubstummenanstalt versteckte.
Abraham Gumbels Grabstein trug die Inschrift:
Abraham Gumbel

vir integer in seinem Beruf

in seinem Wirken für das Bankwesen

anima candida in seinen vorbildlichen Bemühungen

um Humanität und Frieden.

## Ehrungen
Im Jahr 2009 wurde in der Heilbronner Volksbank eine Büste Gumbels aufgestellt, die Gunther Stilling geschaffen hatte. 2013 wurde ein Veranstaltungssaal im Erweiterungsbau des Heilbronner Bankhauses an der Allee nach Abraham Gumbel benannt.

## Schriften Abraham Gumbels
- Wie stellen wir uns zur Börsensteuer? In: Der Sozialdemokrat, 11. September 1884 (anonym)
- Unseres Glückes Totengräber. Eine Auseinandersetzung mit den Alldeutschen über die Schuldfrage am Krieg. Verlagsbuchhandlung der Deutschen Friedensgesellschaft, Stuttgart 1919 (veröffentlicht unter den Initialen A. G.)
- Eine falsche Diagnose. In: Süddeutsche Sonntags-Zeitung (SZ), 16. Januar 1921
- Hat ER die Wahrheit gefunden? Verlag das Andere Deutschland, o. D. (1921, veröffentlicht unter dem Pseudonym Emel)
- Die Schuld der 110. In: Das Andere Deutschland, 17. Juli 1926 (veröffentlicht unter dem Pseudonym Emel)
- Der Abstieg deutscher Gelehrter. In: Das Andere Deutschland, 10. Juli 1926 (veröffentlicht unter dem Pseudonym Emel)